# Скопье
Ско́пье (макед. Ско́пје, алб. Shkup / Shkupi, сербохорв. Skoplje / Скопље, греч. Σκόπια) — столица Северной Македонии, образующая самостоятельную административную единицу страны из десяти общин, население которой — около 540 тыс. человек (65 % македонцев, 27 % албанцев). 
Расположен на крайнем севере страны, недалеко от границы с частично признанной Республикой Косово, на берегах самой большой реки Северной Македонии Вардара, в долине, окружённой горами.

## Этимология
Селение известно со времён Римской империи под фракийским названием Скупи, этимология которого не установлена. Родина византийского императора Юстиниана I, который, восстановив город после разрушительного землетрясения в VI веке, официально переименовал его в Прима-Юстиниана — «первый город Юстиниана». Однако местное население продолжало употреблять привычное и короткое старое название. Это же название приняли и славяне, обосновавшиеся в городе уже с VII века; с течением времени исходное Скупи превратилось в Скопье. Нередко записывалось на русском языке в форме Скопле.

## История

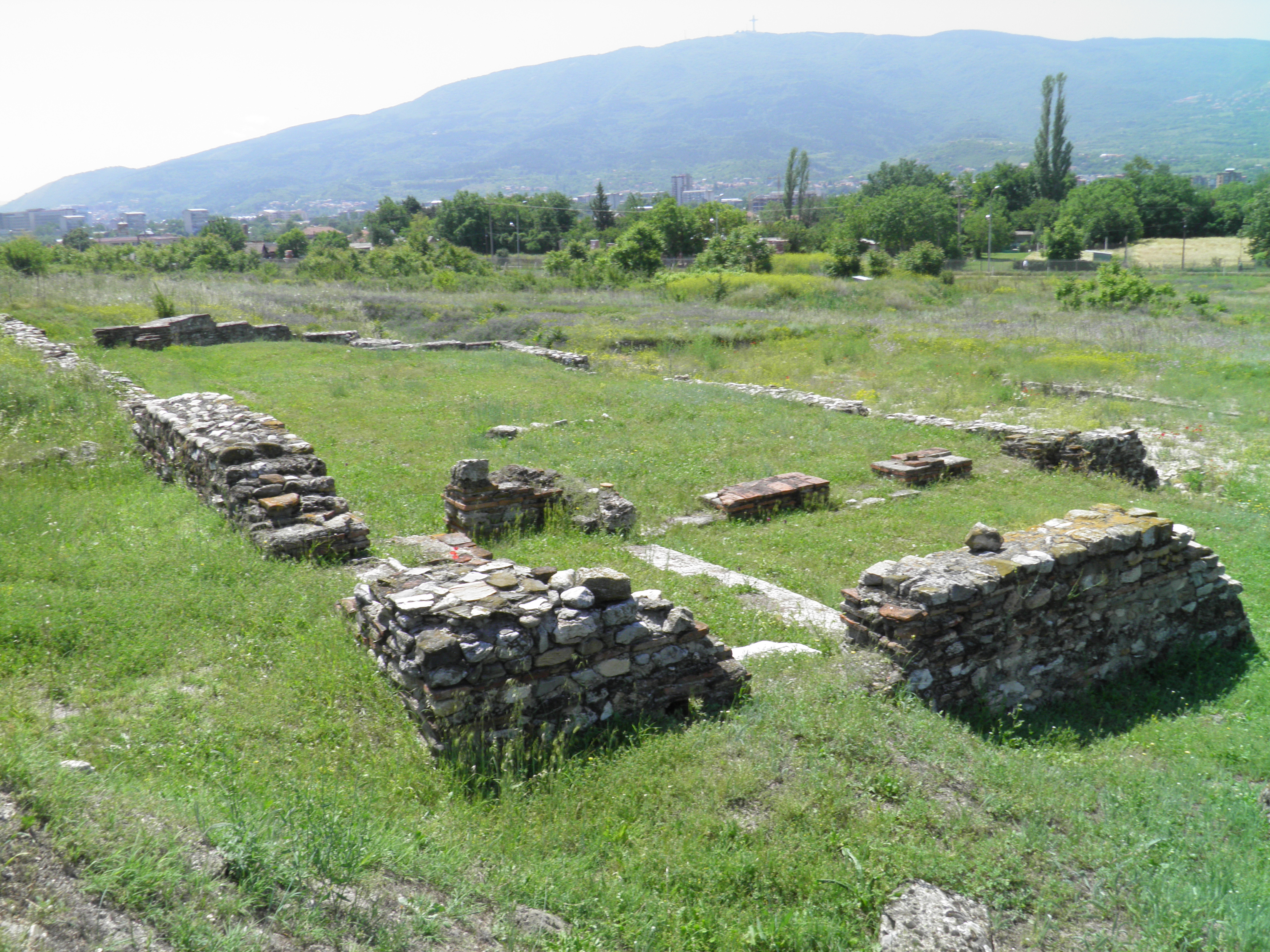
Руины античного Скупи

Впервые Скопье упоминается Титом Ливием в связи с расположением там римского военного лагеря. Это начало I века н. э. К концу его здесь была основана римская колония Flavia Aelia Scupi или Flavia Scupinorum, в просторечии — Скупи (лат. Scupi, тж. Scuiris). Скупи была крепостью в долине Вардара, со второй половины II столетия защищённой стенами в камне. В III—IV веках она представляла собой главный экономический, культурный и административный центр этих территорий. Город несколько раз разорялся варварами: в 269 году — готами, в V веке — гуннами и, наконец, в 518 году был полностью разрушен землетрясением. В правление императора Юстиниана он был отстроен вновь, но не на прежнем месте, а на холме, где и ныне находится его центр.
С приходом славян в VI веке город был захвачен племенем берситов (старославянск. брсѩцꙑ), которое называло его Скопье. В правление царя Самуила Скопье ненадолго становится столицей Болгарского царства, в дальнейшем же попеременно попадает под власть Византии и Сербии.
В 1392 году Скопье был захвачен османами и переименован в Ускюб (Üsküp), став административным центром одноимённой области. В 1555 году он второй раз был разрушен землетрясением и опять восстановлен. В 1689 году город был занят австрийским генералом Энеа Сильвио Пикколомини, который, однако, был вынужден сжечь его из-за эпидемии холеры. Город горел два дня и был почти полностью уничтожен.
В XIX веке Скопье вновь становится крупным городским центром. В 1904 году ещё одно землетрясение большой силы разрушило город, после чего он долго не мог оправиться. В 1912 году закончилось 520-летнее османское владение этими территориями и в следующем году его заняла сербская армия. Город получил сербское имя — Скопле (серб. Скопље / Skoplje) — и вошёл в состав Сербии.
В Первую мировую войну Скопье находится под болгарской и австро-венгерской оккупацией, а с её окончанием входит в состав Королевства сербов, хорватов и словенцев. В Королевстве Югославия, с 1929 по 1941 годы, он был административным центром Вардарской бановины.
В ходе немецкого вторжения в Югославию во второй половине дня 7 апреля 1941 года город заняли наступавшие части 9-й танковой дивизии вермахта. В дальнейшем, в апреле 1941 года союзная немцам 5-я болгарская армия заняла город и удерживала его до сентября 1944 года. В ноябре 1944 года был окончательно освобождён от немецких войск.
После 1944 года Скопье становится индустриальным, культурным и административным центром Народной, а с 1963 года — Социалистической Республики Македония в составе Социалистической Федеративной Республики Югославии.
26 июня 1963 года Скопье был разрушен землетрясением силой 6,9 баллов по шкале Рихтера, в результате которого 1070 жителей погибли и более 20 тыс. остались без крова. После землетрясения город восстанавливался по плану японского архитектора Кэндзо Тангэ. За прошедшие годы был построен практически новый город. С 2010 года реализуется государственный проект по обновлению городского центра «Скопье-2014», вызвавший неоднозначную реакцию в обществе.
После Косовского конфликта в Скопье прибыли беженцы из Косово, в основном албанцы. Из-за угрозы отторжения северных земель Македонии албанцам был дан ряд прав в городе. Они, например, могут использовать албанский язык как в местных органах власти, так и в учебных заведениях.

## Промышленность
Во время югославского периода Скопье развивается как базовый промышленный центр Социалистической Республики Македония. В городе работают текстильные, химические (комбинат «OHIS») и фармацевтические («Alkaloid») предприятия, производится табачная и кофейная продукция. В городе также расположена компания по производству автобусов Sanos. Пивоваренный завод производит самое популярное в стране пиво «Скопское».

## Спорт

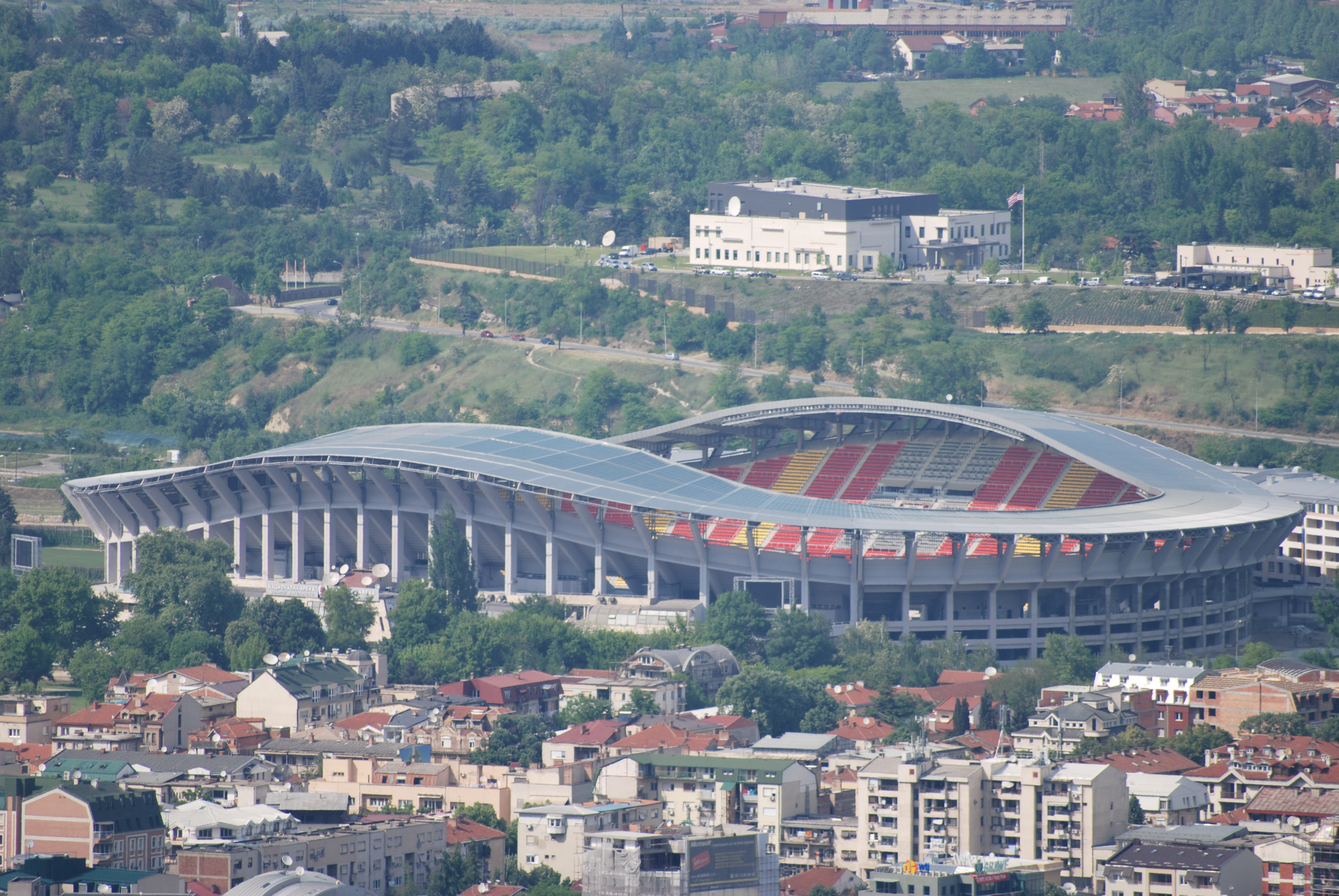
Национальная арена Тоше Проески

Столица и крупнейший город Северной Македонии, Скопье имеет много крупных спортивных сооружений. В городе три больших бассейна и несколько футбольных и баскетбольных стадионов, которые могут вместить от 4000 до 5000 зрителей.
Крупнейшим стадионом остается Национальная арена «Филипп II Македонский». Стадион был построен в 1947 году (до 2008 года назывался Городским стадионом Скопье). Стадион полностью реконструирован в 2009 году согласно стандартам ФИФА. После реконструкции стадион вмещает 32 580 зрителей. Спортивный центр имени Борис Трайковського является крупнейшим спортивным комплексом в стране. Он был открыт в 2008 году и назван в честь президента Бориса Трайковского, который погиб в 2004 году. Он включает в себя зал, где можно проводить соревнования по гандболу, баскетболу и волейболу, а также боулинг, фитнес-центр и хоккейная площадка. Его главный зал, в котором регулярно проводятся концерты, вмещает около 10 000 человек.
ФК «Вардар» и ФК «Работнички» — две самые популярные футбольные команды, которые играют в первой национальной лиге. Их тренировки проводятся на национальной арене Филипп II, как и тренировки и игры сборной Северной Македонии по футболу. В городе базируются несколько небольших футбольных клубов, таких как ФК «Македония Джёрче Петров», ФК «Горно Лисиче», ФК «Локомотива Скопье», ФК «Металлург Скопье», ФК «Маджари Солидарность» и ФК «Скопье», которые играют в первой, второй или третьей национальной лиге. Ещё одним популярным видом спорта в Македонии есть баскетбол, в частности, команды «Работнички» и «МЗТ Скопье».
Вместе с городом Охрид, Скопье принимал чемпионат Европы по гандболу среди женщин 2008 года. 8 августа 2017 года на Национальной арене «Филипп II Македонский» состоялся матч между двумя гигантами европейского футбола Реал Мадрид и Манчестер Юнайтед за Суперкубок УЕФА-2017.

## Транспорт

### Аэропорт
В городе находится международный аэропорт Скопье. За 2014 год аэропорт принял 1,3 млн пассажиров.

## Климат
Скопье расположен на 21° 26' восточной долготы и 42° северной широты. Среднегодовая температура в Скопье составляет 12,4 °C, климат города умеренно континентальный с незначительным влиянием средиземноморского. Зимой наблюдается большое количество туманных дней, часто идут дожди, лето жаркое и сухое, из-за расположения в котловине в городе редко бывает ветреная погода.
| Показатель                    | Янв. | Фев. | Март | Апр. | Май  | Июнь | Июль | Авг. | Сен. | Окт. | Нояб. | Дек. | Год  |
| ----------------------------- | ---- | ---- | ---- | ---- | ---- | ---- | ---- | ---- | ---- | ---- | ----- | ---- | ---- |
| Средний суточный максимум, °C | 4,0  | 8,4  | 13,6 | 18,6 | 23,9 | 27,4 | 29,8 | 30,0 | 26,1 | 19,5 | 11,2  | 5,3  | 18,2 |
| Средний суточный минимум, °C  | −3,6 | −1,3 | 1,9  | 5,4  | 10,0 | 13,0 | 14,8 | 14,6 | 11,4 | 6,3  | 1,4   | −2,2 | 6,0  |
| Норма осадков, мм             | 36   | 36   | 40   | 40   | 60   | 46   | 34   | 27   | 36   | 42   | 56    | 51   | 504  |
| Источник: worldweather.org    |      |      |      |      |      |      |      |      |      |      |       |      |      |

## Территориальное деление
Город Скопье образует 10 общин. По числу жителей наибольшая община — Гази-Баба (72 617 жителей), наименьшая — Шуто-Оризари (20 800 жителей). По площади, наибольшая община — Сарай (229 км²), наименьшая — Чаир (3,5 км²). Население общин Сарай и Чаир является преимущественно албанским, а общины Шуто-Оризари преимущественно цыганским.
| 1. Центр 2. Гази-Баба 3. Аэродром 4. Чаир 5. Кисела-Вода 6. Бутел 7. Шуто-Оризари 8. Карпош 9. Гëрче-Петров 10. Сарай |

## Культура, архитектура и достопримечательности
Джазовый фестиваль в Скопье проводится ежегодно начиная с 1982 года.
- Крепость Скопско кале.

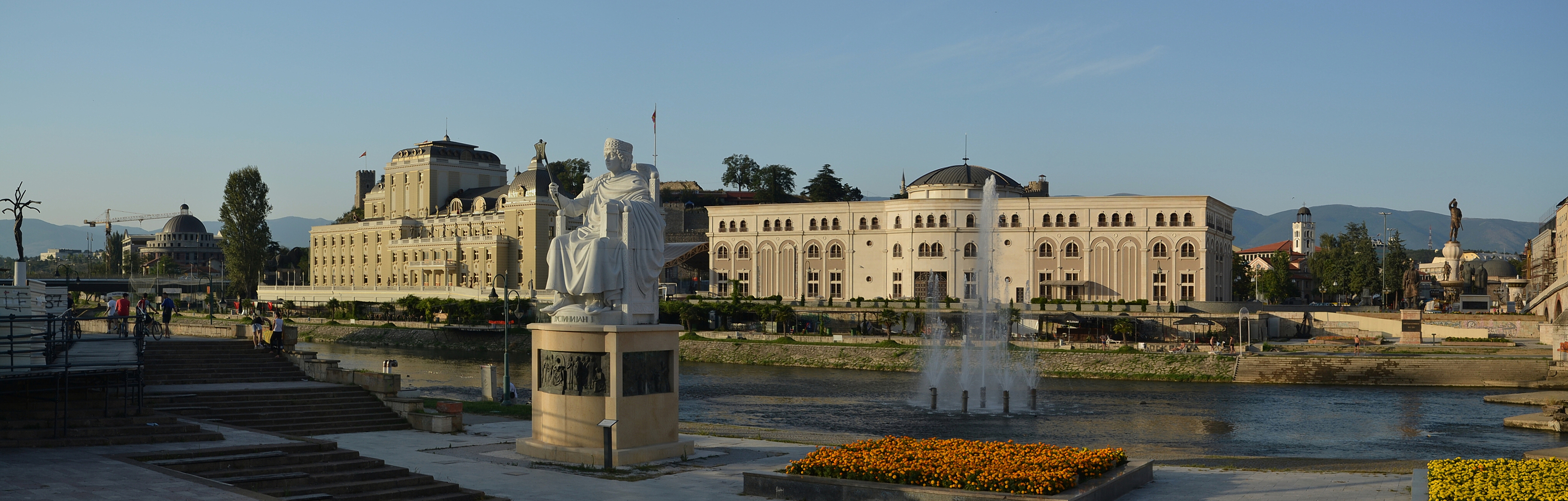
Панорама обновлённого центра вдоль реки Вардар

- Старый Каменный мост через реку Вардар XV века, символ Скопье.
- Пешеходные мосты Искусств и Цивилизаций через реку Вардар, с многочисленными статуями святым (на одном) и светским (на другом) личностям.
- «Золотой» мост Гоце Делчева через реку Вардар.
- Площадь Македония с памятником Воин на коне.
- Площадь Воина с памятником Филиппу Македонскому.
- Соборный православный храм Святого Климента Охридского 1991 года модернистской архитектуры.
- Православная церковь Святого Спаса с прекрасными образцами резьбы, возведённая в XIX веке. Во дворе церкви находится могила македонского революционера XX века — Гоце Делчева.
- Мечеть Мустафы-паши (Мраморная).
- Мечеть султана Мурада
- Баня Даут-паши, возведённая в XV веке (ныне городской музей).
- Караван-сарай Куршумли-хан.
- 65-метровый крест Тысячелетия (Милениумски крст) на горе Водно над городом.
- Музей борьбы за Македонию.
- Музей современного искусства.
- Музей Матери Терезы.
- Национальный театр Македонии.
- Македонская опера.
- Македонская филармония.
- Здания МИДа и Минэнергокоммуникаций.
- Триумфальная арка «Македония».
- Три здания-ресторана в виде кораблей в реке Вардар.
- Множество памятников и статуй на мостах, площадях, в парках, на зданиях.
- Двухэтажные городские маршрутные автобусы.

см. также Скопье-2014 
|                 |               |                               |                   |               |
| Крепость Скопье | Каменный мост | Турецкие бани в Старой Чаршии | Площадь Македония | Площадь Воина |

|                   |                                           |                     |                               |                                           |
| Крест Тысячелетия | Соборный храм Святого Климента Охридского | Мечеть Мустафы-паши | Триумфальная арка «Македония» | Двухэтажные городские маршрутные автобусы |

## Города-побратимы
Скопье поддерживает побратимские отношения с 20 городами мира:
| - Брадфорд, Великобритания, с 1961 года - Дижон, Франция, с 1961 года - Дрезден, Германия, с 1967 года - Темпе, США, с 1971 года - Рубе, Франция, с 1973 года | - Варем, Бельгия, с 1974 года - Нюрнберг, Германия, с 1982 года - Эш-Шелифф, Алжир, с 1983 года - Наньчан, Китай, с 1985 года - Маниса, Турция, с 1985 года | - Суэц, Египет, с 1985 года - Питтсбург, США, с 2001 года - Стамбул, Турция, с 2003 года - Любляна, Словения, с 2007 года - Подгорица, Черногория, с 2008 года | - Сарагоса, Испания, с 2008 года - Загреб, Хорватия, с 2011 года - Белград, Сербия, с 2012 года - Тирана, Албания, с 2016 года - Сараево, Босния и Герцеговина, с 2017 года |

## Известные уроженцы
- Мать Тереза (1910 г. 26 августа)
- Родившиеся в Скопье